# 趙材
邠王趙材（1107年—1116年），宋朝宗室。
宋朝第八代皇帝宋徽宗赵佶的第十子，生母不详，大观元年（1107年）十二月出生，二年（1108年）三月賜名趙材，授鎮安軍節度使、檢校太尉，封魏國公。政和三年（1113年）正月，正三公官名，改授檢校太保。六年（1116年）十一月，薨逝。追贈太師、兼右弼，追封邠王，諡號沖穆。

## 未婚妻
徐圣英（1109年—？），曾被选择为王妃。靖康之变时候被俘，归完颜设也马为妾。